# Peter Murko
 Peter Murko, slovenski nogometaš, * 3. maj 1984, Maribor.
Murko je nekdanji profesionalni nogometaš, ki je igral na položaju branilca. V svoji karieri je igral za slovenske klube Aluminij, Dravinja, Zavrč, MU Šentjur, Drava Ptuj in Starše ter avstrijske UFC Fehring, SV Wildon, AC Linden in TUS Paldau. Skupno je v prvi slovenski ligi odigral 18 tekem in dosegel en gol, v drugi slovenski ligi pa 107 tekem in dva gola.
Od maja 2025 je športni direktor ŠD Starše. 